# Qingxiusaurus youjiangensis
Qingxiusaurus youjiangensis es la única especie conocida del género extinto  Qingxiusaurus  de dinosaurio saurópodo titanosauriano, que vivió a finales del período Cretácico, hace aproximadamente 68 millones de años, en el Maastrichtiense, en lo que es hoy Asia. Los restos se encontraron en Guanxi, China. La especie tipo, fue descripta por Mo et al. en 2008, es Q. youjiangensis. Como otros saurópodos, quinjiusaurio debió haber sido un animal grande cuadrúpedo y herbívoro, de alrededor de 15 metros de largo, 5 de alto y 20 toneladas de peso. Se conoce a partir de restos limitados, dos húmeros, dos placas esternal y una sola vértebra de la columna. El húmero muestra algunas características tal como se encuentran en los Saltasauridae, por lo que es concebible que Qingxiusaurus posiblemente pertenezca a este grupo o a un taxón hermano de Saltasauridae.